# Giải bóng đá Thanh Niên sinh viên Việt Nam 2023
Giải bóng đá Thanh Niên sinh viên Việt Nam 2023, tên chính thức là Giải bóng đá Thanh Niên sinh viên Việt Nam – Cúp Café de Măng Đen 2023 vì lý do tài trợ, là mùa giải đầu tiên của Giải bóng đá Thanh Niên sinh viên Việt Nam do báo Thanh Niên phối hợp với Liên đoàn bóng đá Việt Nam (VFF) và Giải Thể thao Sinh viên Việt Nam (VUG) tổ chức.
Giải đấu diễn ra theo hai giai đoạn, với giai đoạn vòng loại từ ngày 18 tháng 2 đến ngày 3 tháng 3 năm 2023. Vòng chung kết của giải, gồm 12 đội bóng, được tổ chức tại Thành phố Hồ Chí Minh từ ngày 11 tháng 3 đến ngày 26 tháng 3 năm 2023.

## Vòng loại
Vòng loại diễn ra từ ngày 18 tháng 2 đến ngày 3 tháng 3 năm 2023 với năm bảng đấu tương ứng với năm khu vực. Bảng A gồm các đội thuộc khu vực Bắc Bộ, bảng B gồm các đội thuộc khu vực Đà Nẵng - Huế, bảng C gồm các đội thuộc khu vực Nam Trung Bộ và Tây Nguyên, bảng D gồm các đội thuộc khu vực Tây Nam Bộ, và bảng E gồm các trường thuộc Thành phố Hồ Chí Minh. Tổng cộng 11 đội đứng đầu từ các bảng đấu (3 đội từ bảng A, 2 đội từ bảng B, 1 đội từ bảng C, 1 đội từ bảng D và 4 đội từ bảng E) sẽ giành quyền tham dự vòng chung kết tại Thành phố Hồ Chí Minh.

### Các đội vượt qua vòng loại
| Các trường tham dự                                            | Tư cách vượt qua vòng loại | Ngày vượt qua vòng loại |
| ------------------------------------------------------------- | -------------------------- | ----------------------- |
| Trường Đại học Tôn Đức Thắng                                  | Chủ nhà                    | 9 tháng 2 năm 2023      |
| Trường Đại học Thủy lợi                                       | Nhất nhóm 1 bảng A         | 24 tháng 2 năm 2023     |
| Trường Đại học Sư phạm Thể dục Thể thao Hà Nội                | Nhất nhóm 2 bảng A         | 24 tháng 2 năm 2023     |
| Trường Đại học Kinh tế Quốc dân                               | Thắng play-off bảng A      | 27 tháng 2 năm 2023     |
| Trường Đại học Kinh tế, Đại học Huế                           | Nhất nhóm 1 bảng B         | 28 tháng 2 năm 2023     |
| Trường Đại học Tây Nguyên                                     | Nhất bảng C                | 28 tháng 2 năm 2023     |
| Đại học Huế                                                   | Nhất nhóm 2 bảng B         | 1 tháng 3 năm 2023      |
| Trường Đại học Sư phạm Thể dục Thể thao Thành phố Hồ Chí Minh | Thắng play-off 1 bảng E    | 2 tháng 3 năm 2023      |
| Trường Đại học Cần Thơ                                        | Nhất bảng D                | 2 tháng 3 năm 2023      |
| Trường Đại học Nông Lâm Thành phố Hồ Chí Minh                 | Thắng play-off 2 bảng E    | 2 tháng 3 năm 2023      |
| Trường Đại học Văn Lang                                       | Thắng play-off 3 bảng E    | 3 tháng 3 năm 2023      |
| Trường Đại học Sư phạm Kỹ thuật Thành phố Hồ Chí Minh         | Thắng play-off 4 bảng E    | 3 tháng 3 năm 2023      |

## Địa điểm
Tất cả các trận đấu của vòng chung kết được tổ chức tại sân vận động Trường Đại học Tôn Đức Thắng, Quận 7, Thành phố Hồ Chí Minh.

## Bốc thăm
Lễ bốc thăm chia bảng và xếp lịch thi đấu diễn ra vào lúc 14 giờ 30 ngày 9 tháng 3 năm 2023 tại tòa soạn báo Thanh Niên, Quận 3, Thành phố Hồ Chí Minh.

### Nguyên tắc bốc thăm
1. Đội chủ nhà Trường Đại học Tôn Đức Thắng mang mã số A1, thi đấu trận khai mạc;
2. Các đội được phân bố đều theo ba miền Bắc, Trung và Nam vào các nhóm;
3. Các đội cùng bảng ở vòng loại không được xếp cùng nhóm ở vòng chung kết.

### Thứ tự bốc thăm
1. Bốc thăm cho đội chủ nhà Trường Đại học Tôn Đức Thắng mang mã số A1;
2. Bốc thăm cho các đội theo từng vùng miền tại vòng loại đã bốc thăm vào bảng A hoặc B hoặc C (đảm bảo nguyên tắc 2).
3. Bốc thăm và/hoặc xếp lần lượt cho các đội còn lại vào các bảng A, B, C (đảm bảo nguyên tắc 3).

### Kết quả bốc thăm
(H): Chủ nhà
| VT | Đội                              |
| -- | -------------------------------- |
| A1 | Trường Đại học Tôn Đức Thắng (H) |
| A2 | Trường Đại học Tây Nguyên        |
| A3 | Trường Đại học Văn Lang          |
| A4 | Trường Đại học Thủy lợi          |

| VT | Đội                                            |
| -- | ---------------------------------------------- |
| B1 | Trường Đại học Cần Thơ                         |
| B2 | Trường Đại học Nông Lâm Thành phố Hồ Chí Minh  |
| B3 | Trường Đại học Sư phạm Thể dục Thể thao Hà Nội |
| B4 | Đại học Huế                                    |

| VT | Đội                                                           |
| -- | ------------------------------------------------------------- |
| C1 | Trường Đại học Sư phạm Kỹ thuật Thành phố Hồ Chí Minh         |
| C2 | Trường Đại học Kinh tế Quốc dân                               |
| C3 | Trường Đại học Kinh tế, Đại học Huế                           |
| C4 | Trường Đại học Sư phạm Thể dục Thể thao Thành phố Hồ Chí Minh |